# علي عبد السامي
علي عبد السامي هو مجدف مصري، ولد في 6 يناير 1936.

## وصلات خارجية
- علي عبد السامي على موقع الاتحاد الدولي للتجديف (الإنجليزية)
- علي عبد السامي على موقع اللجنة الأولمبية الدولية (الإنجليزية)
- علي عبد السامي على موقع أوليمبيديا (الإنجليزية)